# 트레블링카 강제 수용소

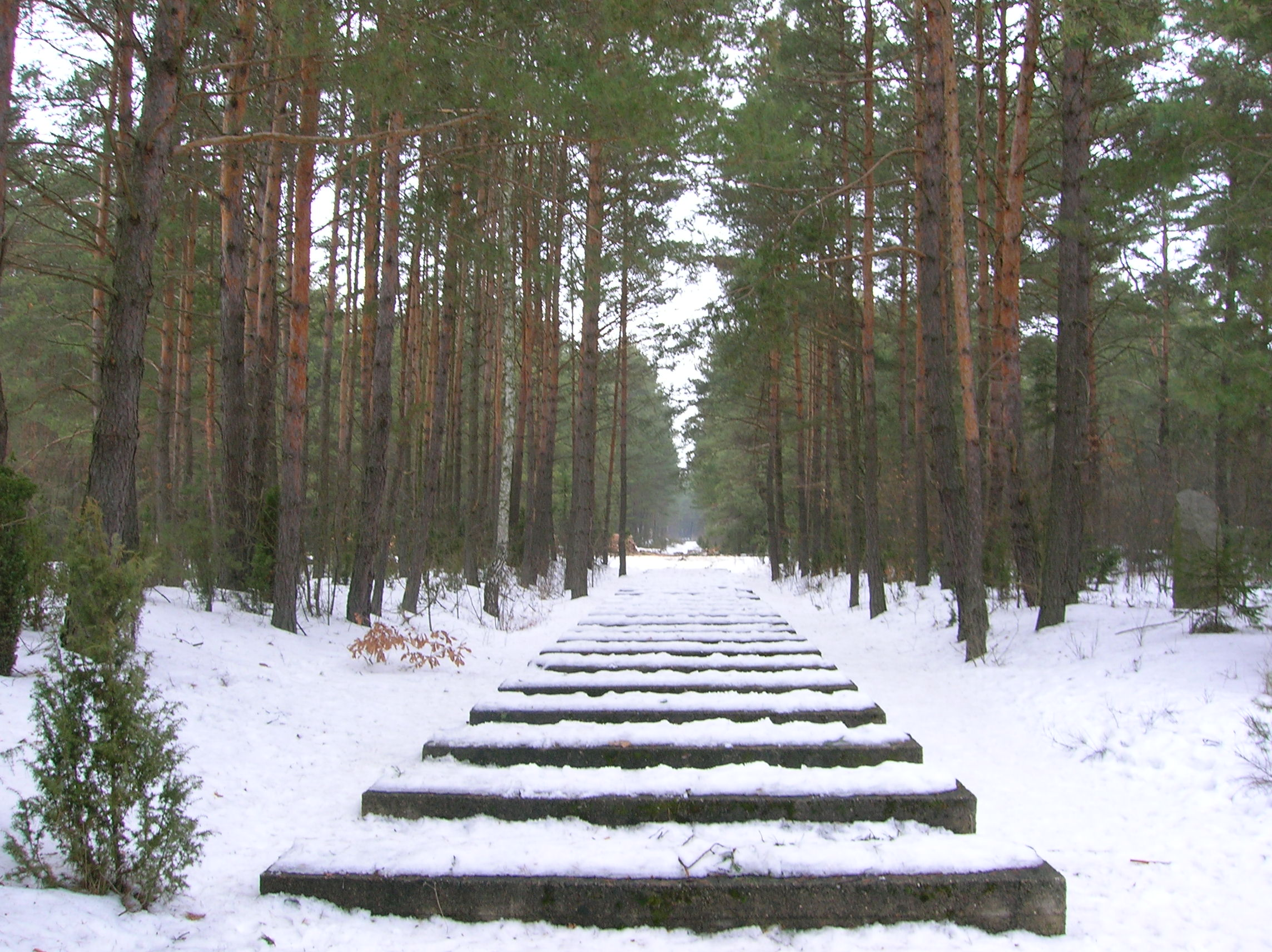
트레블링카 강제 수용소

트레블링카 강제 수용소(폴란드어: Arbeitslager Treblinka)는 2차 대전 당시 독일 나치의 강제 수용소이자, 폴란드에 있는 유대인 수용소이다. 바르샤바 북동쪽 100km지점에 위치한다. 트레블링카 수용소는 제1, 제2수용소로 나뉘는데, 제1수용소는 소규모 강제수용소였다. 하지만 제2강제수용소는 규모가 더 컸고, 1942년 7월 유대인 수용소로 건설됐다. 트레블링카 강제 수용소도 아우슈비츠처럼 치클론 B에 의해 유태인들이 학살되었다. 하지만 트레블링카 수용소가 유태인 학살계획이 늦어지자, 트레블링카 수용소장 인프리더 에벨 박사가 해임되고, 트레블링카는 점차 개선되었다. 신임 수용소장은 그곳이 수용소인 것을 들키지 않기 위해 역으로 위장했고, 유태인들은 그것들을 모르고 학살되었다. 수용소는 1943년에 폐쇄되었다.